# Prymusowa Wola (wieś)
Prymusowa Wola – wieś w Polsce położona w województwie łódzkim, w powiecie opoczyńskim, w gminie Sławno.
W latach 1975–1998 miejscowość administracyjnie należała do województwa piotrkowskiego.
Wierni Kościoła rzymskokatolickiego należą do parafii św. Geroncjusza i Wniebowzięcia NMP w Sławnie.

## Zabytki
Według rejestru zabytków Narodowego Instytutu Dziedzictwa na listę zabytków wpisane są obiekty:
- zespół dworski, XVIII/XIX w., nr rej.: 781 z 30.05.1972:
  - dwór drewniany
  - park
  - spichrz
  - stodoła (nie istnieje?)

Na północny zachód od wsi znajduje się w lesie zbiorowa mogiła powstańców styczniowych.